# Dolors Aleu i Riera
Dolors Aleu i Riera, född 1857, död 1913, var en spansk läkare. Hon blev 1882 den första kvinnliga läkaren i Spanien.